# City of Glass (film, 1998)
Pour plus de détails, voir Fiche technique et Distribution.
City of Glass (玻璃之城, Bōlí zhī chéng) est un film hongkongais réalisé par Mabel Cheung, sorti en 1998.

## Synopsis
1997, jour du Nouvel An : un accident de voiture à Londres, en Angleterre, coûte la vie à Raphael et Vivien. Le couple était autrefois de jeunes amants à l'époque où ils étudiaient à l'Université de Hong Kong dans les années 1970, mais s'étaient séparés et ont fini par se marier avec d'autres personnes et élever leur propre famille. Cependant, ils se sont retrouvés dans les années 1990 et leur amour s'est partiellement ravivé. Après leurs funérailles, le fils de Raphael, David, et la fille de Vivien, Susie, ont appris la liaison de leurs parents et se lancent dans un voyage pour découvrir leurs vies secrètes. Finalement, les deux tombent amoureux.

## Fiche technique
- Titre : Bōlí zhī chéng
- Titre original : 玻璃之城
- Réalisation : Mabel Cheung
- Scénario : Alex Law
- Musique : Chiu Tsang-hei, Dick Lee
- Photographie : Jingle Ma, Arthur Wong
- Montage : Chu Sun-kit
- Production : Alex Law
- Société de production : Golden Harvest
- Pays :  Hong Kong
- Genre : Drame et romance
- Durée : 110 minutes
- Dates de sortie :
  -  Hong Kong : 28 octobre 1998

## Distribution
- Leon Lai : Raphael Hui Kong-sun
- Shu Qi : Mrs. Vivien Hung
- Nicola Cheung : Susie Hung
- Daniel Wu : David Hui
- Vincent Kok : Derek
- Elaine Jin : La mère de Vivien
- Joe Cheung : Le père de Raphael

## Accueil
Le film est considéré comme un succès commercial modeste, rapportant 9 millions de dollars de Hong Kong lors de sa sortie en salles à Hong Kong en 1998. Des critiques ont notamment perçu le film comme une métaphore de la rétrocession de Hong Kong à la Chine en 1997,.

## Distinctions
- Golden Horse Awards (1998)[4]:
  - Meilleur scénario original
  - Meilleure photographie
  - Meilleur montage
  - Meilleur son
- Hong Kong Film Awards (1998)[5]:
  - Meilleure chanson originale